# 东亚耳草
东亚耳草（学名：Hedyotis lineata）为茜草科耳草属下的一个种。其种加词“lineata”意为“线条状的”。
现接受名为东亚耳草（Exallage ulmifolia (Wall.) Bremek., 1952）。